# Edmund Heinen

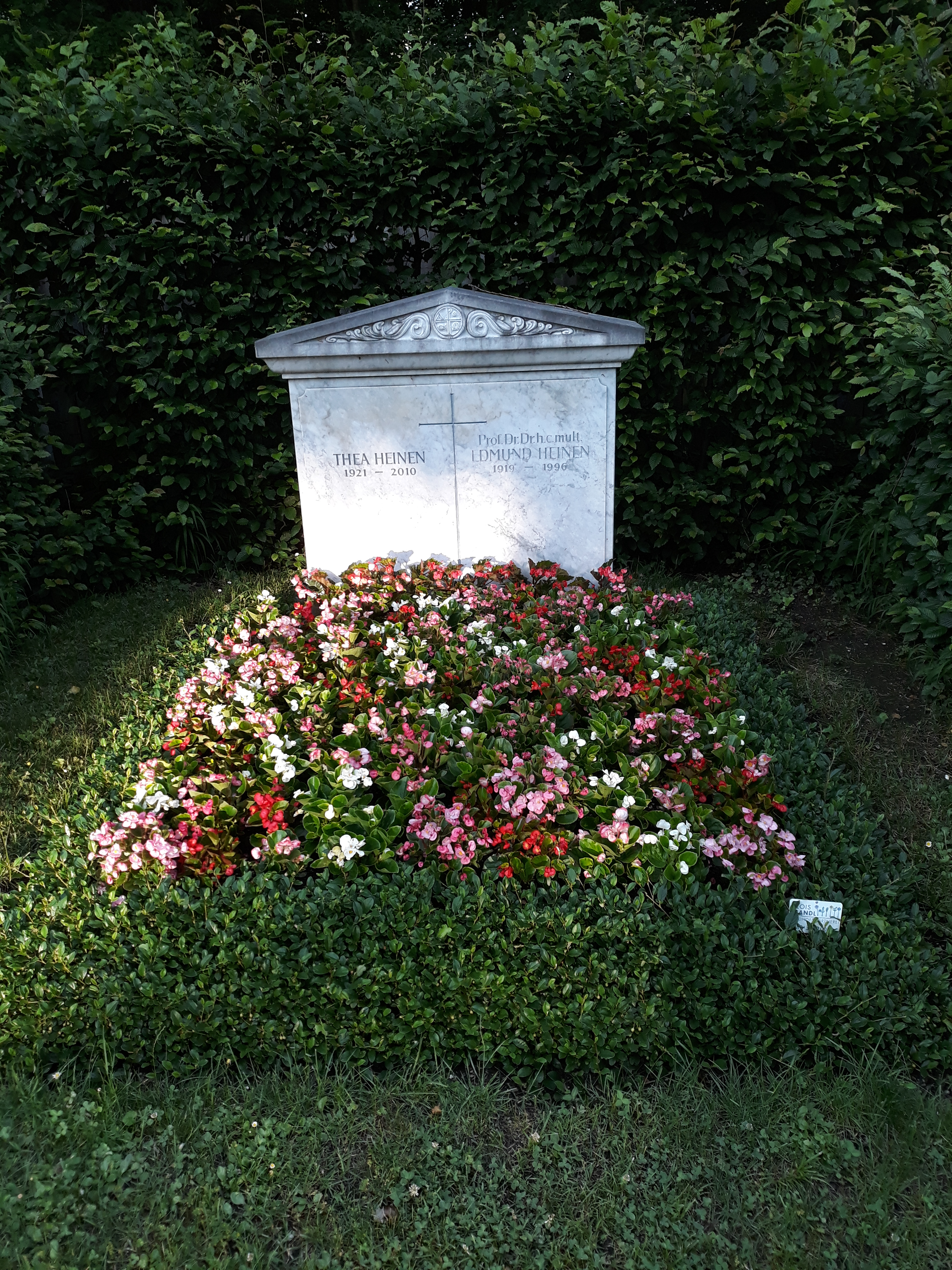
Das Grab von Edmund Heinen und seiner Ehefrau Thea geborene Langenbach auf dem Nordfriedhof (München)

Edmund Heinen (* 18. August 1919 in Eschringen; † 22. Juni 1996 in München) war ein Professor für Betriebswirtschaftslehre in München. Er gilt als Begründer des entscheidungstheoretischen Ansatzes.

## Leben
Edmund Heinen wurde als Sohn von Ludwig und Philippina Heinen (geb. Welsch) geboren. Seine Kindheit verbrachte er im benachbarten Fechingen, dem Geburtsort seines Vaters. 1937 bestand er in Saarbrücken das Abitur und begann sein Studium an der TH Danzig. Nach dem Zweiten Weltkrieg und einer anschließenden Gefangenschaft nahm er sein Studium an der TH Aachen und an der Universität Minnesota wieder auf. Seine Frau Thea, geb. Langenbahn, heiratete Heinen im Juli 1946 in Brebach. An der Universität Frankfurt am Main legte Heinen 1948 das Examen als Diplom-Kaufmann ab. Er kehrte ins Saarland zurück und promovierte ein Jahr später an der Universität Saarbrücken. Er habilitierte sich 1951 für Betriebswirtschaftslehre und lehrte zunächst als Privatdozent. 1954 wurde er zum Professor ernannt.
Heinen folgte 1957 einem Ruf an die Ludwig-Maximilians-Universität München, wo er als o. Professor das Institut für Industrieforschung gründete. Zu seinen akademischen Schülern gehörten u. a. Werner Kirsch, Arnold Picot, Peter Kupsch, Heinz Rehkugler, Ralf Reichwald, Ekkehard Kappler, Michael Stitzel, Hannes Streim, Heribert Meffert und Rainer Marr.
In zahlreichen Veröffentlichungen formulierte der Schüler von Fritz Schmidt und Erich Gutenberg wichtige Gedanken und entwickelte die Betriebswirtschaftslehre mit seinem entscheidungsorientierten Ansatz entscheidend fort. Heinen entwickelte beispielsweise 1965 die nach ihm benannte  Heinen-Produktionsfunktion (Produktionsfunktion vom Typ C), worin er Produktionsprozesse in Elementarvorgänge zerlegte.  
Seine Bücher wurden weltweit verlegt. Heinen erhielt unzählige Ehrungen, u. a. am 30. Mai 1979 das Bundesverdienstkreuz am Bande. Am 24. Mai 1985 wurde ihm die Ehrendoktorwürde der Fakultät Wirtschafts- und Organisationswissenschaften der Universität der Bundeswehr München verliehen. Anlässlich seines 70. Geburtstag im Jahre 1989 erschien eine von den Münchner Professoren Werner Kirsch und Arnold Picot herausgegebene Festschrift mit dem Titel „Die Betriebswirtschaftslehre im Spannungsfeld zwischen Generalisierung und Spezialisierung“.
Als seine Hobbys nannte er Reisen, Garten, Schach und Musik. Seine Leidenschaft gehörte aber der Philatelie.

## Bedeutende Arbeiten
Heinen leistete bedeutende Beiträge zu folgenden Gebieten:
- Produktions- und Kostentheorie (z. B. Produktionsfunktion vom Typ C)
- Entwicklung des entscheidungstheoretischen Ansatzes

„Die entscheidungsorientierte Betriebswirtschaftslehre versucht, die Phänomene und Tatbestände der Praxis aus der Perspektive betrieblicher Entscheidungen zu systematisieren, zu erklären und zu gestalten.“

## Publikationen (Auswahl)
- Die Zielsetzung der Unternehmung. Gabler 1966.

- Grundfragen der entscheidungsorientierten Betriebswirtschaftslehre. Goldmann, München 1976, ISBN 3-442-13203-7
- als Hrsg.: Betriebswirtschaftliche Führungslehre: ein entscheidungsorientierter Ansatz. Gabler, 1978, ISBN 3-409-31692-2 (2. verb. u. erw. Auflage. 1984, ISBN 3-409-31693-0)
- Betriebswirtschaftliche Kostenlehre. 6. Aufl. Gabler 1985, ISBN 3-409-33629-X.
- Einführung in die Betriebswirtschaftslehre. 9. Aufl. Gabler, 1985.
- Handelsbilanzen. 12. Auflage, Gabler 1986, ISBN 3-409-16709-9.
- Unternehmenskultur: Perspektiven für Wissenschaft und Praxis. Oldenbourg, 1987, ISBN 3-486-20449-1. (2., bearb. und erw. Auflage. 1997, ISBN 3-486-23108-1)
- Industriebetriebslehre: Entscheidungen im Industriebetrieb. 6. Auflage. Springer, 1978 (Gabler, 1991, ISBN 3-409-33152-2)[7]
- Kosten und Kostenrechnung. Gabler, Wiesbaden 1992, ISBN 3-409-21072-5.

Festschriften
- Ludwig Pack (Hrsg.): Betriebswirtschaftliche Entscheidungen bei Stagnation. Edmund Heinen zum 65. Geburtstag. Gabler 1984, ISBN 3-409-13303-8.
- Werner Kirsch (Hrsg.): Die Betriebswirtschaftslehre im Spannungsfeld zwischen Generalisierung und Spezialisierung. Edmund Heinen zum 70. Geburtstag. Gabler 1989, ISBN 3-409-13334-8.